# HMS Undaunted (N55)
Pour les autres navires du même nom, voir HMS Undaunted.
Le HMS Undaunted (Pennant number: N55) est un sous-marin de la classe Umpire ou Classe U  de la Royal Navy. Il a été construit en 1940 par Vickers Armstrong à Barrow-in-Furness (Angleterre).

## Conception et description
Le Undaunted fait partie du deuxième groupe de sous-marins de classe U qui a été légèrement allongé et amélioré par rapport au premier groupe précédent de la classe U. Les sous-marins avaient une longueur totale de 60 mètres et déplaçaient 549 t en surface et 742 t en immersion. Les sous-marins de la classe U avaient un équipage de 31 officiers et matelots.
Le Undaunted était propulsé en surface par deux moteurs diesel fournissant un total de 615 chevaux-vapeur (459 kW) et, lorsqu'il était immergé, par deux moteurs électriques d'une puissance totale de 825 chevaux-vapeur (615 kW) par l'intermédiaire de deux arbres d'hélice. La vitesse maximale était de 11,25 nœuds (20,8 km/h) en surface et de 10 nœuds (19 km/h) sous l'eau.
Le Undaunted était armé de quatre tubes lance-torpilles de 21 pouces (533 mm) à l'avant et transportait également quatre recharges pour un grand total de huit torpilles. Le sous-marin était également équipé d'un canon de pont de 3 pouces (76 mm) et de 3 mitrailleuses pour la lutte anti-aérienne.

## Carrière
Le sous-marin Undaunted a été posé au chantier Vickers Armstrong à Barrow-in-Furness le 2 décembre 1939, lancé le 20 août 1940 et mis en service le 30 décembre 1940. 
Le Undaunted a passé une grande partie de sa courte carrière à opérer en Méditerranée. Le 1er mai 1941, il quitte Malte pour aller patrouiller au large de Tripoli, en Libye. Il devait revenir à Malte le 11 mai, mais il ne l'a pas fait et est présumé perdu sur des mines. Il est également possible qu'il ait été coulé par le torpilleur italien Pegaso, qui avait quitté Tripoli le 12. Le Pegaso avait signalé qu'il avait attaqué un sous-marin avec des grenades sous-marines et qu'une large nappe de pétrole avait été observée, ce qui indique la destruction du sous-marin. À l'encontre de cette théorie, le fait est qu'à cette date, le Undaunted aurait dû être de retour à Malte, mais il est possible qu'une décision de rester plus longtemps en mer ait été prise, ou qu'il ait souffert de problèmes mécaniques empêchant son retour. Il est également possible qu'il ait été coulé par le torpilleur italien Pleiade au large de Tripoli le 13, mais cela est peu probable.

## Commandant
- Lieutenant (Lt.) James Lees Livesey (RN) du 15 novembre 1940 au 11 mai 1941

RN: Royal Navy